# Erga omnes
Erga omnes eller obligatio erga omnes betyder 'angelägenhet för alla' eller 'förpliktande angelägenhet för alla', och är en latinsk term för juridiskt bindande åtaganden för samtliga parter, oavsett om de ingått avtal eller inte, är intressenter eller inte, eller om de är part i målet eller inte. Det syftar i synnerhet på förpliktelser som stater har mot världssamfundet när andra stater begår brott mot internationell rätt, och förpliktelser som stater har mot varandra.
Rättsprincipen härrör framför allt från internationell rätt när parterna är stater, men också från civil avtalsrätt, och syftar till att bibehålla gemensamma värden eller intressen.
Termen kommer från romersk rätt, men återupptogs i modern tid av Internationella domstolen i Haag 1970 i ett mål mot Barcelona Traction.

## Omfång
De handlingar som utgör grunden för obligatio erga omnes för stater kallas jus cogens, och innefattar sådant som upprätthålla de mänskliga rättigheterna. Om folkrättsbrott blivit begångna och definieras som jus cogens, uppstår med andra ord frågan huruvida ett ingripande är obligatio erga omnes för övriga stater. I målet mot Barcelona Traction definierades ergo omnes obligatio av Haagdomstolen som 1. att olagliggöra aggressionshandlingar, 2. olagliggöra folkmord, 3. skydda mot slaveri, och 4. att skydda mot rasdiskriminering. Senare internationella rättsfall har även åberopat bland annat förbud mot tortyr och staters självbestämmanderätt.
Att bryta mot jus cogens är också omvänt ett anfall mot erga omnes, det vill säga att tredje part berörs av brott som exempelvis etnisk rensning.

## Legitimering
Antagandet om erga omnes är grundläggande för institutioner som internationella krigsförbrytartribunaler där tredje part dömer i mål om krigsbrott; rättsbegreppet är nödvändigt för att handlingarna ska bedömas vara brott också för dem som inte är direkt offer för dem. För civilrättens vidkommande är erga omnes också grunden för att bestraffa mord och andra handlingar där den förfelade parten inte kan föra talan eller inte längre finns i liv. På den offentliga rättens område och inom internationell rätt förklaras erga omnes vanligen genom att hävda att erga omnes (och jus cogens) är nödvändiga eftersom andra staters angelägenheter vid jus cogens påverkar civilisationen som sådan. Jus cogens kan också sägas vara obligatio erga omnes när det gäller huruvida en ny federal lag strider mot grundlagen eller en rättslig grundnorm.
Antagandet om erga omnes förutsätter den naturrättsliga uppfattningen att moral och lag är oskiljaktiga, vilket leder till att man förutsätter att internationell rätt syftar till att upprätthålla moraliska värden som de mänskliga rättigheterna (ett berömt exempel är Hersch Lauterpacht 1927). Rättsfilosofier som på ontologisk grund underkänner denna relation mellan moral och rätt har svårare att acceptera argument om erga omnes. Erga omnes underkänns också av dem som anser att staters inre förfaranden uteslutande är en inre angelägenhet för ifrågavarande stat, och liksom neorealisten Kenneth Waltz i Man, the State, and War att den högsta och slutliga domsmakten har den felande staten själv.

## Tillämpning
Obligatio erga omnes förutsätter jus cogens, vilket i sig är ett omtvistat begrepp. Inom internationell rätt finns (fåtaliga) förfäktare för iden att alla normer är jus dispositivum, det vill säga förhandlingsbara och frivilliga. Frågor om jus cogens och därmed erga omnes är vidare centrala vid tillfällen av konstitutionell nödrätt och undantagstillstånd, när det gäller att avgöra vilka mänskliga friheter och rättigheter som kan inskränkas (med dolus eller culpa) med hänsyn till situationens nödvändighet. Om en stat i nöd begår brott mot jus cogens är frågan erga omnes för andra stater som är tredje part.